# Trolejbusy w Dębicy
Trolejbusy w Dębicy – system transportu miejskiego w Dębicy, który pojawił się 12 listopada 1988 roku z inicjatywy Kombinatu Rolno-Przemysłowego Igloopol, a funkcjonował do października 1990 roku, kiedy to kombinat upadł.

## Historia
Etap I zakładał budowę sieci trakcyjnej w obrębie zabudowań Igloopolu, która miała połączyć Dworzec PKP z zakładami produkcyjnymi w Dębicy oraz Straszęcinie. Etap II zakładał rozbudowę sieci w centrum miasta oraz do Zawady i Latoszyna. Budowę linii rozpoczęto w maju 1988 roku, jednak 25 sierpnia Miejska Rada Narodowa w Dębicy nie wyraziła zgody na rozbudowę sieci w centrum miasta (decyzja ta była krytykowana przez mieszkańców oraz „twórcę” dębickich trolejbusów, Edwarda Brzostowskiego). Pierwsze kursy trolejbusów na trasie między Dębicą a Straszęcinem odbyły się 1 listopada 1988 roku i były bezpłatne dla pasażerów. Otwarcie linii w ruchu regularnym nastąpiło 12 listopada. W 1990 roku, w związku z upadkiem KRP Igloopol, stopniowo ograniczano kursowanie trolejbusów, aż do całkowitej likwidacji przewozów w październiku tego roku. Zdemontowano również sieć trakcyjną, a do dziś przetrwały jedynie liczne słupy trakcyjne służące jako latarnie uliczne.

## Linie
| Linia | Trasa                                 |
| ----- | ------------------------------------- |
|       | Straszęcin Baza transportowa ↔ Dębica |
|       | Straszęcin Borowiec ↔ Dębica          |

## Tabor
W Dębicy eksploatowano trolejbusy typu KPNA/Jelcz PR110E z serii prototypowej. Od eksploatowanych w innych miastach Jelczy wyróżniało je umieszczenie pedału hamulca po lewej stronie, a nie po prawej, przez co nazywano je „dwunożnymi”. Miały kilka poważnych wad: niewłaściwa izolacja przewodów wysokiego napięcia oraz umieszczenie elementów oporowych pod podłogą, co przyczyniało się do przegrzewania się i pożarów tych urządzeń. Pojazdy w 1990 roku sprzedano do: Lublina (nr. taborowe: 795, 796, 797, 798), Tychów (nr.: 005, 006, 007) i Gdyni (nr.: 10124/3324, 10145/3345 – obydwa skasowane).
| Zdjęcie        | Typ            | Eksploatacja od | Liczba |
| -------------- | -------------- | --------------- | ------ |
|                | Jelcz PR110E   | 1988            | 10     |
| Łączna liczba: | Łączna liczba: | Łączna liczba:  | 10     |

## Trasa
Pętla trolejbusów znajdowała się początkowo w pobliżu kościoła w Straszęcinie, linia biegła przez Straszęcin, stamtąd ulicami: Jana Pawła II, Piłsudskiego, Szkolną, Słoneczną, Fabryczną i 1 Maja.